# Sándor Márai

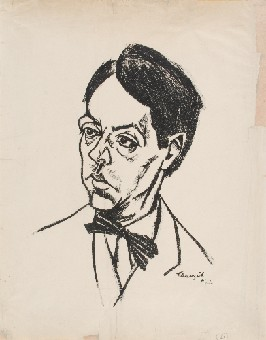
Porträt Sándor Márais von Lajos Tihanyi, 1924

Sándor Márai [ˈʃaːndor ˈmaːrɒi] (geboren 11. April 1900 als Sándor Károly Henrik Grosschmid de Mára in Kassa, Österreich-Ungarn; gestorben 22. Februar 1989 in San Diego, USA) war einer der bedeutendsten ungarischen Lyriker, Schriftsteller und Dramatiker des 20. Jahrhunderts. Mit der Neuausgabe seines Romans Die Glut erfuhr er 1998 eine vielbeachtete Renaissance im deutschsprachigen Raum. Márai hatte unter anderem deutsche Wurzeln und schrieb zunächst auf Deutsch, ab 1928 publizierte er nur noch in ungarischer Sprache. Márai führte nach seiner Emigration aus Ungarn ein Wanderleben, das in Einsamkeit und Depressionen endete. Er ist der ältere Bruder des Filmregisseurs Géza von Radványi.

## Leben
Sándor Márais Biograph Ernő Zeltner bezeichnete den Versuch, seine Lebensgeschichte nachzuzeichnen, „… als abenteuerliches Unternehmen“, „hat doch der Autor sein ganzes Schriftstellerleben lang einen wahren ‚Irrgarten‘ angelegt, in dem sich Fakten und Erinnerung, Biographie und Fiktion auf sonderbare Weise mischen“.

### Herkunft und erste Versuche als Journalist

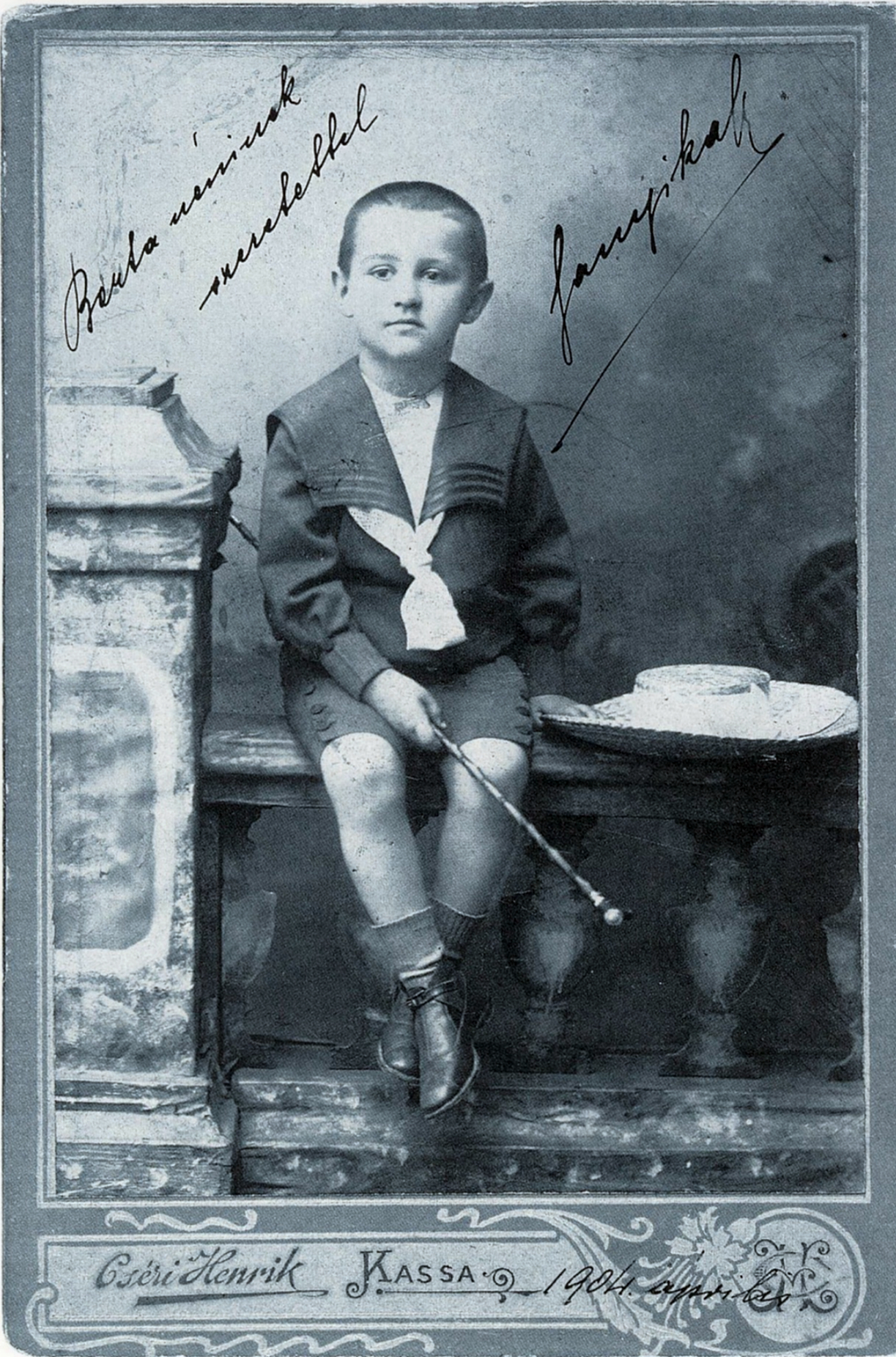
Sándor Márai im Alter von vier Jahren

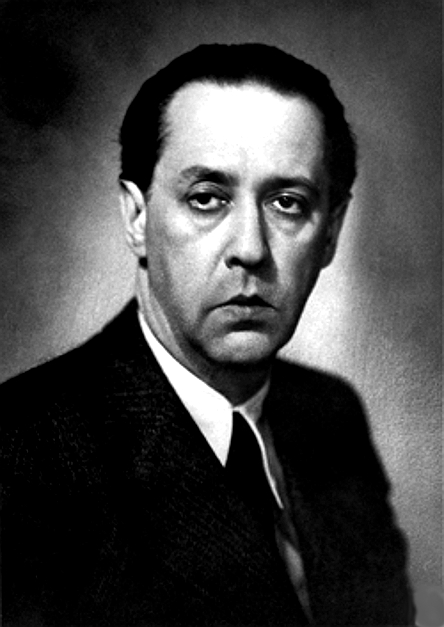
Fotografie (Urheberrechte unklar)

Sándor Grosschmid wurde in der heutigen Timonova-Straße 1 in Kaschau (ungarisch Kassa, slowakisch Košice), das damals zum Königreich Ungarn gehörte (seit 1918/1919 zur Tschechoslowakei, seit 1993 zur Slowakei), als Sohn des Advokaten und späteren Königlichen Vizenotars Géza Grosschmid geboren. Seine Mutter war Lehrerin an der Höheren Mädchenschule in Kaschau.
Er wuchs in einer liberalkonservativen Familie in Kaschau auf, das er als eine der wenigen „europäischen“ Städte Ungarns dieser Zeit bezeichnete und besuchte 1909–1917 das dortige Prämonstratenser-Gymnasium, später auch das Katholische Gymnasium zu Eperies. Über seinen Vater schrieb er Jahrzehnte später in seinen Tagebüchern: „Liberal war er, und konservativ. So wie die Besten aus seiner Generation, aber nie wußte man mit Sicherheit, ob sie eher liberal als konservativ oder eher konservativ als liberal waren. Die Zeit, die die ihrige war – vom Ausgleich bis zum Ersten Weltkrieg –, erscheint einem heute als Zeit des Friedens, des Rechts und der Prosperität.“
Mit dem Ersten Weltkrieg und der Abtrennung Oberungarns aus dem ruhigen Lauf der Dinge herausgerissen, emigrierte der junge Márai nach kurzer Studienzeit in Budapest nach der Niederschlagung der Räterepublik Béla Kuns im Oktober 1919 nach Deutschland. Er studierte zunächst am Institut für Zeitungskunde der Universität Leipzig Journalistik und schrieb unter dem Namen Alexander Grosschmid de Márai Artikel für das Satireblatt Der Drache des sächsischen Herausgebers Hans Reimann. Später setzte er seine Studien in Frankfurt am Main fort, wo er für das Feuilleton der Frankfurter Zeitung schrieb, die er für die einzige echte Weltzeitung Deutschlands hielt. Sein letzter Studienaufenthalt in Deutschland war in Berlin, wo er zwar keinen Studienabschluss erwarb, jedoch ausgiebige Erfahrungen in der lokalen gesellschaftlichen Szene sammelte.

## Name
Márai bezeichnete sich selbst mehrfach als „Deutscher aus der Zips“, war aber mit Leib und Seele Ungar und stolz darauf, auch wenn er sein halbes Leben fern der Heimat verbrachte. Seinem Großvater Christoph Grosschmid war für treue Dienste von Kaiser Leopold II. das Adelsprädikat de Mára nach der Landschaft Maramureș im heutigen Rumänien verliehen worden. Der Dichter zeichnete seit 1919 seine Zeitungsartikel mit Márai, konnte den Geburtsnamen Grosschmid aber erst mit der Bestätigung seines Antrages auf eine Namensänderung ab 1939 offiziell durch Márai ersetzen. 

### Gedichte, Essays, Reiseberichte und erste Buchveröffentlichungen

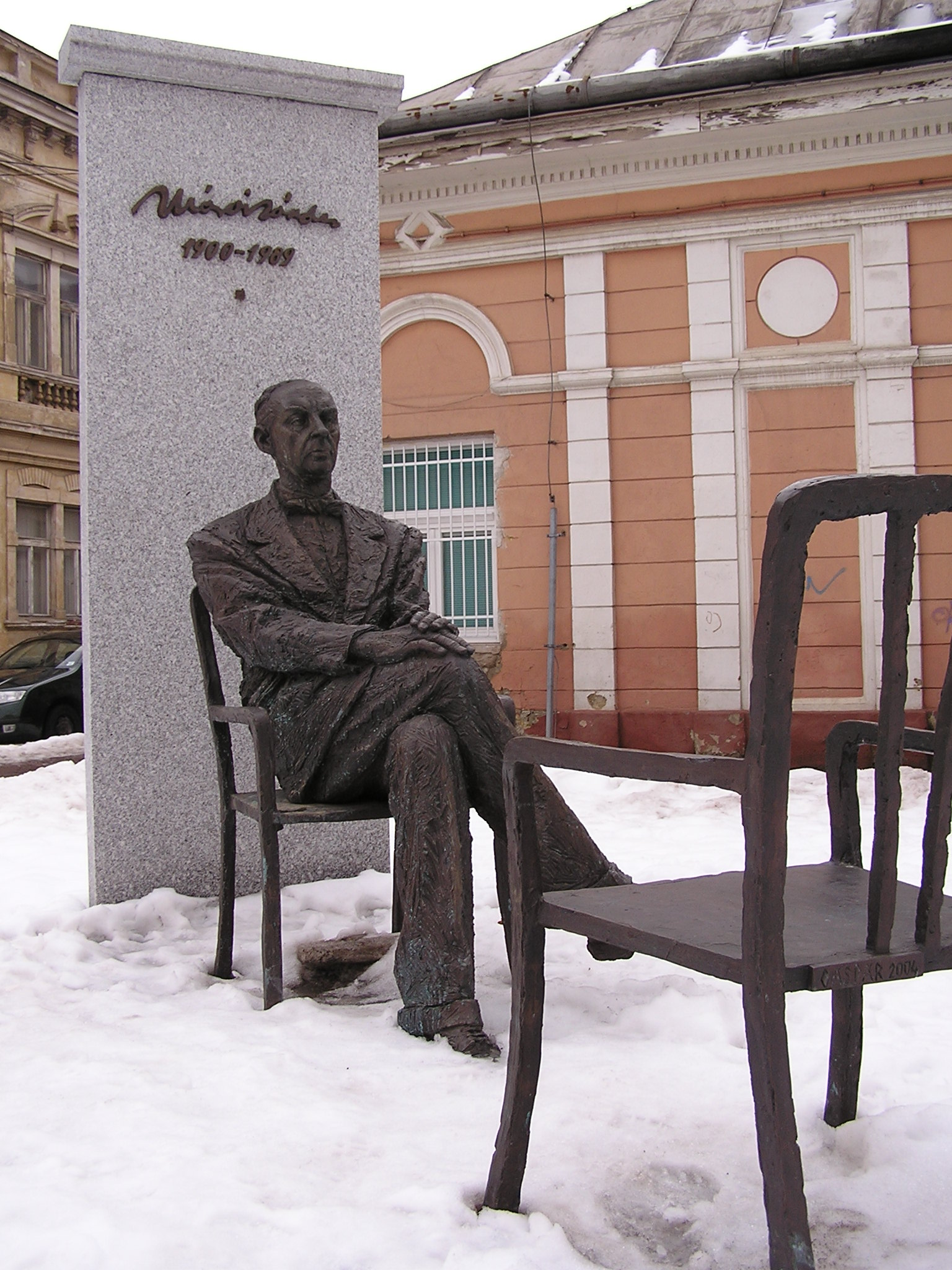
Statue von Sándor Márai im Geburtsort

Márai heiratete 1923 standesamtlich Ilona Matzner (genannt Lola), die er bereits von zu Hause kannte. Lola, die aus einer wohlhabenden jüdischen Familie stammte, sollte ihn 62 Jahre lang bis zu ihrem Tod begleiten. Eine kirchliche Trauung wurde dreizehn Jahre später nachgeholt. Kurz nach der Hochzeit zog das Ehepaar nach Paris, wo Márai als Korrespondent der Frankfurter Zeitung und des Prager Tagblatts arbeitete. In Paris verkehrte Márai an literarischen „Stammtischen“, wie dem des Journalisten Egon Erwin Kisch. Er las die Werke von Flaubert, Stendhal, Balzac u. a. im Original und brachte Duhamel und Gide besondere Wertschätzung entgegen. Er las in dieser Zeit auch die Werke von Kafka, Trakl, Benn und Else Lasker-Schüler, die er ins Ungarische übersetzte und dadurch in seiner Heimat populär machte. Eine geplante Übersetzung von Thomas Manns Roman Buddenbrooks fand keinen Verleger.
1925 nahm die angesehene literarische Kazinczy-Gesellschaft von Kaschau den Dichter, der trotz des Aufenthaltes im Ausland durch seine Gedichte und Zeitschriftenbeiträge in Ungarn populär geworden war, als Mitglied auf.
Am 30. März 1926 schiffte sich Márai in Marseille ein und bereiste Ägypten, Palästina, Syrien und die Türkei. Er kehrte über Griechenland und Italien nach Frankreich zurück. Seine Reiseeindrücke veröffentlichte er in der Frankfurter Zeitung und in zahlreichen Fortsetzungen in der Budapester Újság und im Prágai Magyar Hírlap (Prager Ungarischen Journal) und Pester Lloyd. Unter dem Titel Auf den Spuren der Götter erschienen seine Erlebnisse und Reflexionen 1927 als Buch (vom Autor „Reiseroman“ genannt). Es ist das erste Buch, das Márai in sein Werkverzeichnis aufnahm. Eine frühere Veröffentlichung war ihm anscheinend nicht gut genug.
Nach verschiedenen, auch länger dauernden Abstechern nach London, von wo er über alles für ihn Mitteilenswerte berichtete, kehrte Márai 1928, zunächst allein, nach Ungarn zurück. Lola folgte später; während sie Paris liebte, war Márai, auch wenn er es bewunderte, nie dort heimisch geworden.
Nun begann seine produktivste und erfolgreichste Schaffensperiode.

### Erfolge in der Heimat und die Besetzung Ungarns

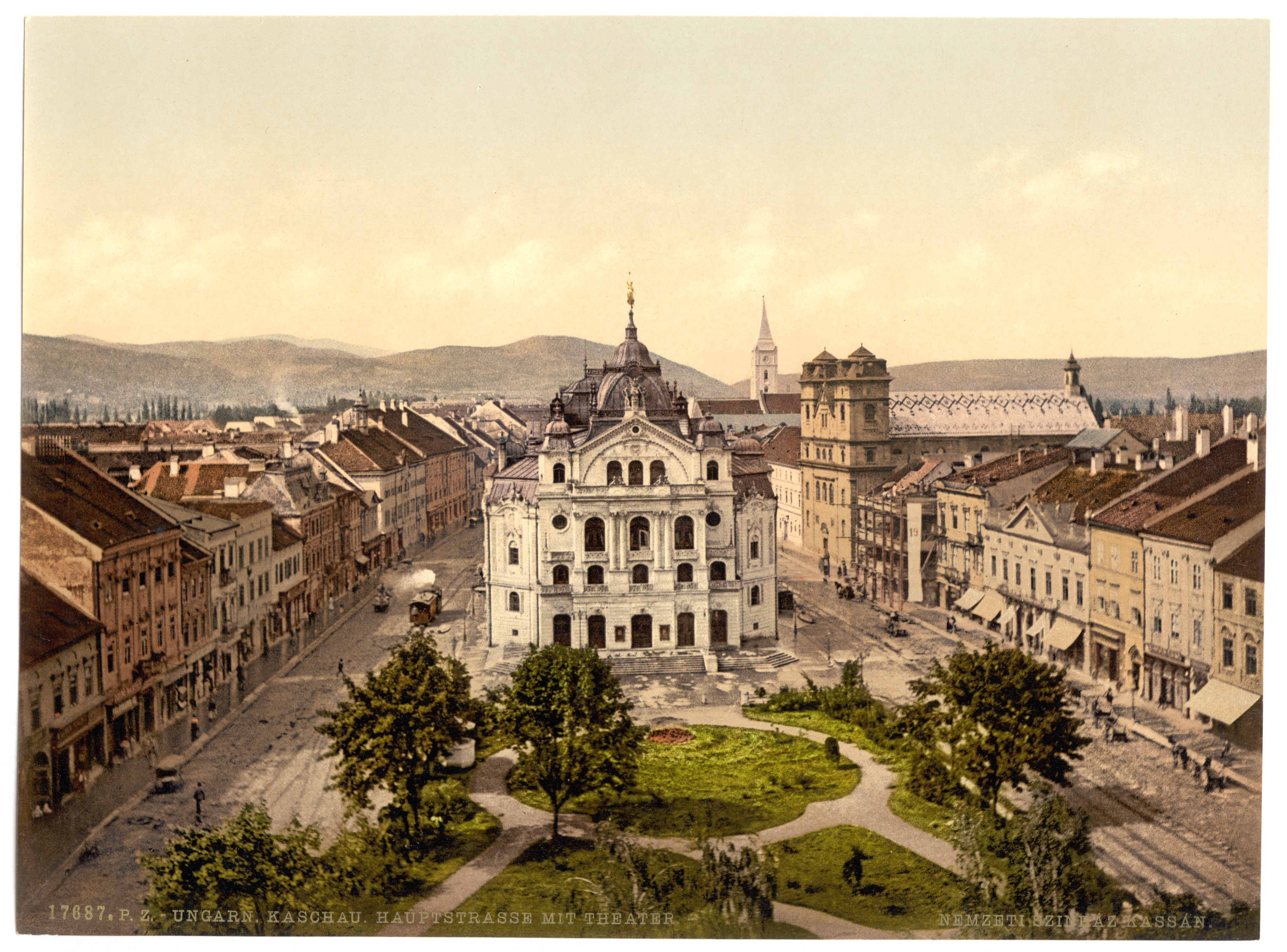
Dem Kaschauer Theater (Bild um 1900) setzte Márai im Roman Die jungen Rebellen ein Denkmal

Im Ausland hatte Márai bis dahin Reportagen und Feuilletons, Artikel für Zeitungen und Magazine, Gedichte und Kurzgeschichten geschrieben und veröffentlicht. Nun widmete er sich auch größeren Werken, schrieb Lyrik, Prosa, Dramen und essayistische Werke. Zu nennen ist neben Die Schule der Armen (1933) sein Opus Land, Land. Finanziell erfolgreich wurde Márai durch den stark autobiographisch gefärbten Roman Bekenntnisse eines Bürgers (1934). 1942 erschien sein Roman Die Glut, der bei seiner Wiederveröffentlichung 1998 in Deutschland die Márai-Renaissance einläutete und innerhalb eines Jahres 200.000 mal verkauft wurde.
Am 28. Februar 1939 wurde Kristóf Géza Gábor, Lola und Sándor Márais einziges Kind geboren. Er starb im Alter von kaum sechs Wochen, da er an Hämophilie litt und nach dem damaligen Stand der Medizin keine Überlebenschance hatte. In Wandlungen einer Ehe, vor allem im 1. und 2. Teil, die 1941 erschienen, wird diese Erfahrung reflektiert.
Ab 1920 bis 1944 regierte in Ungarn der ehemalige k. u. k. Admiral Miklós Horthy als Reichsverweser. 1941 trat Ungarn an der Seite Deutschlands in den Zweiten Weltkrieg ein. Als sich das Kriegsglück wendete und Friedengesuche Horthys zum Westen bekannt wurden, ließ Hitler am 19. März 1944 Ungarn besetzen. Die neu gebildete Regierung unter Döme Sztójay ließ die ungarischen Juden Registrieren und sammeln und unterstützte ihre Deportation in die Konzentrations- und Vernichtungslager durch das Eichmann-Kommando. Lolas Vater und viele ihrer Verwandten kamen im Holocaust um.
Aus Protest legte Sándor Márai am „19. März 1944 seinen Stift aus der Hand …“ und „war nicht bereit, unter deutscher Besatzung seine Arbeit zu tun“, wie die Tageszeitung Magyar Nemzet schrieb. Seitdem erschien kein neues Buch und keine Reportage, weder für den Rundfunk noch für Zeitungen. Am 15. Oktober 1944 wurden die Regierungsgeschäfte von den ungarischen Faschisten, den Pfeilkreuzlern, unter Ferenc Szálasi übernommen.
Als die Front immer näher rückte, zogen die Márais von ihrer Stadtwohnung in Buda in das Haus von Freunden im malerisch gelegenen Dorf und Künstlerdomizil Leányfalu, rund 25 Kilometer nördlich von Budapest. Der totalen Mobilmachung im Winter 1944, bei der alle Männer zwischen 14 und 70 Jahren für den Waffen- oder Arbeitsdienst erfasst wurden, entging Márai, da ein Amtsarzt bestätigte, „daß der Schriftsteller Sándor Márai aufgrund einer schweren Netzhautentzündung für jegliche körperliche Arbeit untauglich sei“. Weihnachten 1944 hatte die sowjetische Armee Budapest besetzt und in das Haus, in dem Sándor und Lola lebten, wurden zwei Dutzend Rotarmisten einquartiert. Als sie erfuhren, dass die Deutschen Buda geräumt hatten und sie in ihre Stadtwohnung mit der 6000 Bände zählenden Bibliothek zurückkehren wollten, mussten sie feststellen, dass von ihrem Haus nur noch die Brandmauern standen und sie nahezu alles verloren hatten. Dennoch konnte Márai bald wieder zu einer Art Tagesordnung mit Lesen und Schreiben zurückkehren und sich ins literarische Leben Ungarns einzuschalten. Aus der unmittelbaren Anschauung begann er die Arbeit für den Roman Befreiung (Szabadulás), dessen Manuskript aber erst im Jahr 2000 aus dem Nachlass veröffentlicht wurde.

### Ungarn nach dem Krieg
In der ersten Zeit nach dem Krieg wurde in Ungarn Wert auf Sándor Márais Gegenwart gelegt. Im Juli 1945 wurde er zum geschäftsführenden Generalsekretär des Ungarischen Schriftstellerverbandes gewählt. Ebenfalls wurde er in den künstlerischen Beirat berufen, der die Regierung bei allen kulturpolitischen Entscheidungen beraten sollte. Dieses Amt gab er allerdings nach einem Jahr wieder ab. Den Vorsitz des Ungarischen P.E.N.-Clubs und die Ehre, Ungarn in Bern als Generalkonsul zu vertreten, lehnte er ab, da er Schriftsteller sein und bleiben wollte. 1947 wurde er zum ordentlichen Mitglied der Ungarischen Akademie der Wissenschaften gewählt.
Den Winter 1946/1947 verbrachte Márai in Italien, kehrte aber im Frühling nach Ungarn zurück. Er dachte zu diesem Zeitpunkt sicherlich noch nicht daran, seine Heimat endgültig zu verlassen, sondern hatte sich für einen Neuanfang in Ungarn entschieden, wie Ernő Zeltner bemerkt. Als Indiz hierfür gilt dem Biographen die Adoption eines Kindes durch das Ehepaar Márai. Für Márai bezeichnend ist dabei, dass es über diesen Vorgang verschiedene Versionen gibt. 1947 meldete eine Zeitung, dass die Márais den 1941 geborenen János Babocsay, dessen Eltern im Krieg verschollen seien, an Kindes statt angenommen hätten. Der Adoptivvater schrieb 1987 in seinem Tagebuch: „Als ich ihn [János] 1945 in einer Notariatskanzlei in Pécs (Fünfkirchen) adoptiert habe, waren die Eltern des Jungen, die der Krieg getrennt hatte, zugegen, sogenannte einfache Leute aus Transdanubien“. In einem Interview 1988 erzählte Márai dagegen, János sei der Enkel ihrer Zugehfrau, die das Kind bei sich aufgezogen habe, da seine Eltern wahrscheinlich bei einem Bombenangriff ums Leben gekommen seien.
In den Unzeitgemäßen Gedanken. Tagebücher 2, 1945 schrieb Márai dazu: „Zurückgekehrt aus Leányfalu, werde ich am Gartentor von einem vierjährigen Jungen empfangen. ... Diesen Gast hat L. mitgebracht, während meiner Abwesenheit; er stammt aus Jászberény. Die Mutter hat den Jungen verlassen, als der Kleine zwei Monate alt war. L. hatte die Großmutter des Jungen, eine Bäuerin aus dem Nachbardorf, in der Schnellbahn kennengelernt, er erfuhr von ihr alles über das Schicksal des Kindes und hat es zu sich genommen. ...  Manchmal erzählt er von Jászberény ... (Ein altes Bauernpaar hat ihn dort großgezogen)“ (S. 225f) „Janika träumt von Jászberény, spricht wie im Fieber vom zurückgelassenen Zuhause, wo er vom Sozialamt untergebracht worden war, und die Oma bezahlte "Mama" und "Papa" monatlich fünfzig Pengő für seinen Unterhalt.“  (S. 234) Und weiter zu den Eltern von János Babócsay: „Der kleine Junge bekam Besuch von seiner Großmutter - und das hat ihn sehr aufgeregt. Er ist traurig und hat Heimweh. Er will um jeden Preis "nach Hause", nach Hause, nach Jászberény, wo ihn die Fürsorge im Alter von vier Monaten - also vor vier Jahren, als ihn seine Eltern weggaben - zu sechzigjährigen Bauersleuten gab, zu "Mama und Papa", die ihn für Pflegegeld aufzogen.“ (S. 296f)
Im November 1945 hatte die Partei der Kleinen Landwirte in den ersten freien Parlamentswahlen mit absoluter Mehrheit einen überraschenden und für die neuen Machthaber unerwünschten Sieg errungen. Doch nach fehlender Unterstützung aus dem Westen kam es 1948 zur Machtübernahme durch die Kommunisten unter Mátyás Rákosi. Im Laufe des Jahres 1947 war Márai klar geworden, dass er als bürgerlichen Schriftsteller im kulturellen und künstlerischen Betrieb des neuen Ungarn kaum Platz hatte. Dennoch waren die drei Jahre nach dem Krieg von einer regen literarischen Tätigkeit bestimmt. Er schrieb u. a. die Romane Die Schwester und Zauber, das Theaterstück Ein Herr aus Venedig und vollendete den zweiten und dritten Teil seiner großen Familienchronik Die Beleidigten. Doch für den Nachdruck vergriffener Werke Márais gab es bald kein Papierkontingent mehr.
Mitte 1948 wurde die Kommunistische und die Sozialdemokratische Partei unter dem Druck der Kommunisten und der im Land gebliebenen Roten Armee zur Partei der Ungarischen Werktätigen vereinigt. Die bürgerlichen Parteien wurden verdrängt; die Schulen, die bis dahin größtenteils von der Kirche und privat betrieben worden waren, wurden verstaatlicht. Der neue Kulturminister József Révai betrieb die schrittweise Gleichschaltung von Presse, Rundfunk und allen kulturellen Institutionen; die großen Verlage wurden verstaatlicht.
Márais Werke wurden von nun an in seiner Heimat von der offiziellen Literaturkritik vernichtend beurteilt. Der aus Moskau zurückgekehrte Literaturwissenschaftler und marxistische Philosoph Georg Lukács gab ihn in einem umfangreichen Aufsatz gewissermaßen zum Abschuss frei. Über den zweiten Band von Márais Roman Die Beleidigten schrieben die offiziellen „Kunsttribunen“: „Niedriger als sein politisches und menschliches Niveau ist nur noch das Niveau des Schriftstellers selbst.“
Im September 1948 entschloss sich Márai, Ungarn endgültig zu verlassen. Schon kurz darauf tauchten in der Presse Meldungen auf, er plane einen längeren Italien-Aufenthalt, veräußere seine Bibliothek und bemühe sich um einen Reisepass.

### Exil in Italien
Den Rest seines Lebens sollte Márai im Exil verbringen, doch zeit seines Lebens fühlte er sich als ungarischer Schriftsteller und schrieb weiterhin in ungarischer Sprache. Kurz vor seinem Tod schrieb er in seinem Tagebuch: „Für jede Emigration ist es ein Schicksalsproblem, inwieweit der Emigrant bereit ist, sich auf Kosten der Muttersprache die Sprache der neuen Gemeinschaft anzueignen. Für Exilschriftsteller ist das keine Frage, denn wenn sie sich von der Muttersprache lösen […] zerschneiden sie die Nabelschnur, die sie mit der lebensspendenden Muttersprache verbindet und die ihr Selbstbewusstsein, ihre schriftstellerischen Fähigkeiten speist. Man kann sehr wohl Gedanken in einer fremden Sprache schriftlich ausdrücken, aber ‚schreiben‘, also schöpfen, kann man nur in der Muttersprache. Das war für mich kein Geheimnis, als ich vor 36 Jahren Ungarn verließ: Wohin es mich verschlägt, dort werde ich ein ungarischer Schriftsteller sein.“

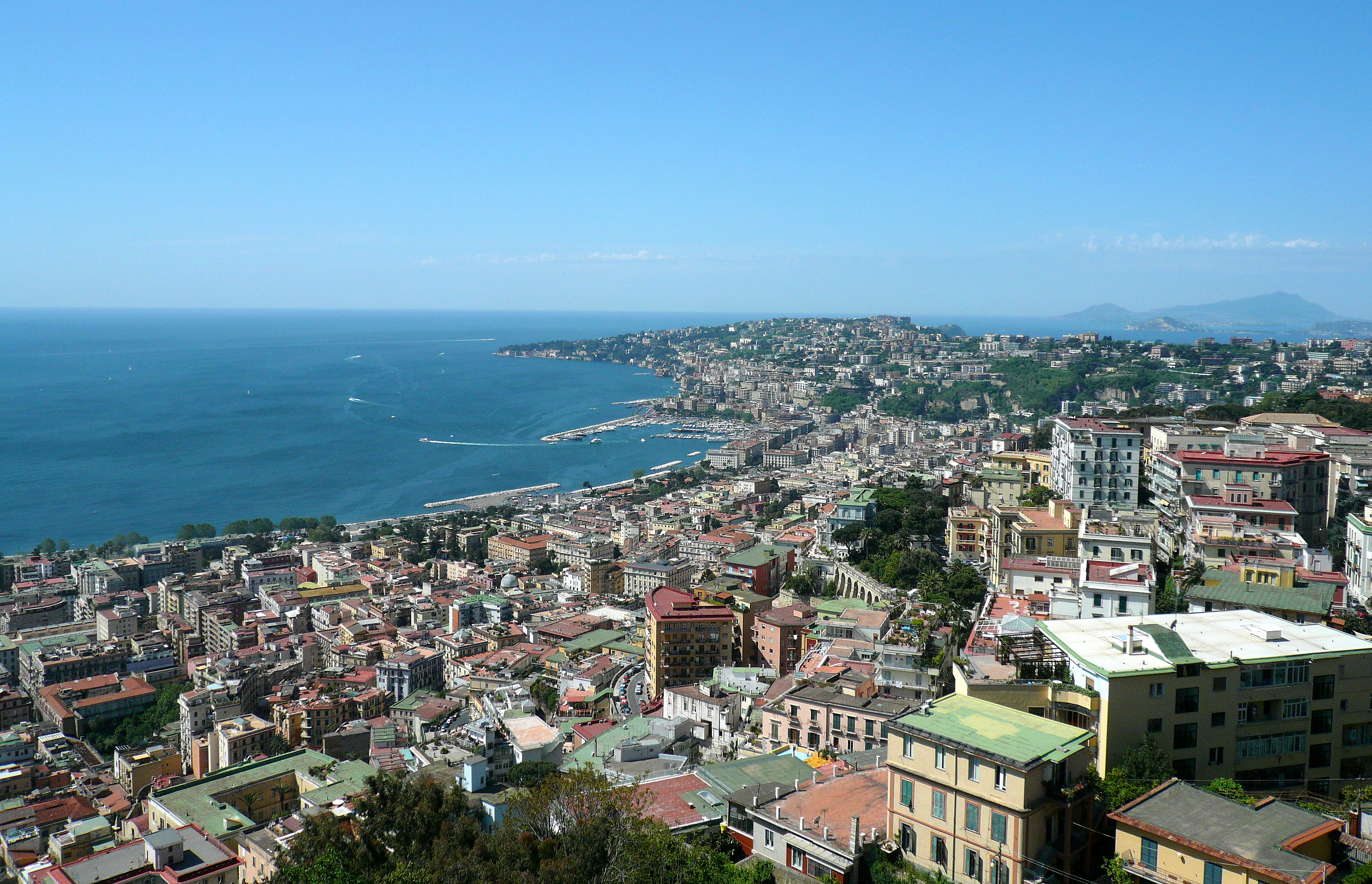
Posillipo bei Neapel, der Ort des italienischen Exils heute

Anlass und Vorwand, die Heimat endgültig zu verlassen, bot Márai die Einladung zur dritten Rencontre Internationale, einem jährlich stattfindenden Symposion von Schriftstellern, Wissenschaftlern und Künstlern aus verschiedenen europäischen Ländern in Genf. Die ungarischen Behörden hatten der gesamten Familie die Ausreise erlaubt, was die Vermutung nahelegt, dass die offiziellen Stellen über Márais Absicht informiert waren, das Land zu verlassen, und ihn nicht zurückhalten wollten. Sie waren für zehn Tage Gäste der schweizerischen Veranstalter, danach mieteten sie sich ein anderes Quartier, doch auf Dauer war die Schweiz zu teuer für den Schriftsteller. Sein Hamburger Verleger Josef Paul Toth, der den Roman Die Möwe erfolgreich in einer Auflage von zwanzigtausend Exemplaren veröffentlicht hatte, bot ihm an, sich mit Familie in Deutschland niederzulassen, weil er dort mit Honoraren und Tantiemen sein Auskommen hätte, „aber ich verspüre keine Lust, nach Deutschland zu gehen; finde keinen seelischen Kontakt zu den Deutschen. Ich werde nach Italien umziehen, wo mich niemand und nichts erwartet.“
Nach sieben Wochen verließ Márai mit Lola und dem kleinen János die Schweiz. Sie ließen sich in Posillipo, einem Stadtteil von Neapel nieder. Luigi (eigentlich Lajos Marton), ein Onkel Lolas, der als Offizier der International Refugee Organization in einem Flüchtlingslager arbeitete, hatte eine günstige Wohnung für sie aufgetrieben. Die Einkünfte waren spärlich, aber es reichte zum Leben. In Neapel beobachtete Márai das Blutwunder des San Gennaro, über das er 1965 im Selbstverlag in Amerika den Roman Das Wunder des San Gennaro veröffentlichen sollte. Von Neapel aus schrieb der berühmte Emigrant für ungarischsprachige Zeitungen in Europa, USA und Südamerika Feuilletons, aktuelle Erlebnis- und Reiseberichte, Kurzgeschichten und Stellungnahmen zu literarischen und kulturpolitischen Ereignissen.
Bei einer seiner Reisen nach München, wo er mit seinen Verlegern über die Herausgabe seiner Werke verhandelte, nahm er Verbindung mit Radio Freies Europa auf. Er erhielt bei dem in München stationierten Sender eine regelmäßige Reihe unter dem Titel Sunday Talk, bei der er sich unter den Namen Candidus oder Ulysses zu Wort meldete. 1956, in den Tagen des ungarischen Volksaufstands, sprach Márai in fünfzehn persönlichen „special messages“ zu seinen Landsleuten und bezog Stellung zu den aktuellen Ereignissen. Eine Rückkehr nach Ungarn wurde aber durch den Einmarsch der russischen Truppen unmöglich.

### Amerikanischer Staatsbürger
Die Márais lebten zwar gerne in Posillipo, doch die sozialen und politischen Zustände in Italien bereiteten dem Schriftsteller, der Wert auf geordnete Verhältnisse legte, immer größeres Unbehagen. Zudem hatte er keine regelmäßigen Einkünfte. Als die zuständigen Stellen dem prominenten Ostblock-Emigranten die US-Staatsbürgerschaft in Aussicht stellten und Freunde in New York Lola eine Stellung in einem Warenhaus beschafften, beschlossen sie die Übersiedlung in die Vereinigten Staaten. 1957 leistete Márai den Eid auf die Verfassung.
Seine literarische Produktion war während der New Yorker Jahre nicht sehr umfangreich, da er kaum Verlagsverbindungen herstellen konnte, und so erschienen Márais Veröffentlichungen in dieser Zeit hauptsächlich im Selbstverlag. Er ließ auf eigene Kosten Miniauflagen der Bücher in Ungarisch drucken und versandte sie an seine Freunde, Interessierte und ungarische Buchhandlungen weltweit. 1958 gelang es ihm, den zweiten Teil seines Tagebuchs 1945–1957 bei Occidental Press in Washington in ungarischer Sprache zu veröffentlichen. Auch das Bühnenstück Ein Herr aus Venedig wurde 1960 dort veröffentlicht. Danach erschien jahrelang kein Buch Márais mehr. Über eine ausgedehnte Reise, die er 1959 durch den Südwesten der USA unternahm, schrieb er den 1964 beim Langen Müller Verlag erschienenen Reisebericht Der Wind kommt von Westen.
Im Jahr 1967 beendete Márai seine Zusammenarbeit mit Radio Freies Europa. Im gleichen Jahr strahlte das ZDF mit Hans Schweikart und Walter Rilla in den Hauptrollen unter dem Titel Asche und Glut den dramatisierten Roman Die Glut aus.
Mindestens einmal im Jahr war die Familie weiterhin nach Italien gereist, doch nun zogen die Márais wieder dauerhaft dorthin und lebten von 1967 bis 1980 in Salerno. Die Jahre in Salerno waren wieder von reicher literarischer Tätigkeit geprägt. Zum Teil kamen seine Werke in ungarischer Sprache beim Verlag Vörösváry-Weller in Toronto heraus. So erschien dort 1970 Das Urteil von Canudos und 1972 Land, Land! Mit dem Verleger István Vörösváry sollte ihn von da an eine enge Freundschaft verbinden.
1980 zogen die Márais endgültig nach San Diego im US-Bundesstaat Kalifornien. Hier schrieb er zahlreiche Romane und Erzählungen, die nun auch im englischen Sprachraum ihre Leser fanden. Diese Arbeiten tragen zumeist historische beziehungsweise mythologische Züge. Er führte hier auch sein 1943 begonnenes Tagebuch weiter und schrieb den 1931 bis 1947 entstandenen mehrbändigen Roman Das Werk des Garrens um. Es waren Jahre der selbst gewählten Einsamkeit, in der er Vorteile sah, denn es mag „sein, dass die Einsamkeit den Menschen zerstört, so wie sie Pascal, Hölderlin und Nietzsche zerstört hat. Aber dieses Scheitern, dieser Bruch sind eines denkenden Menschen noch immer würdiger als die Anbiederung an eine Welt, die ihn erst mit ihren Verführungen ansteckt, um ihn dann in den Graben zu werfen […] bleib allein und antworte […].“

### Alter und Freitod

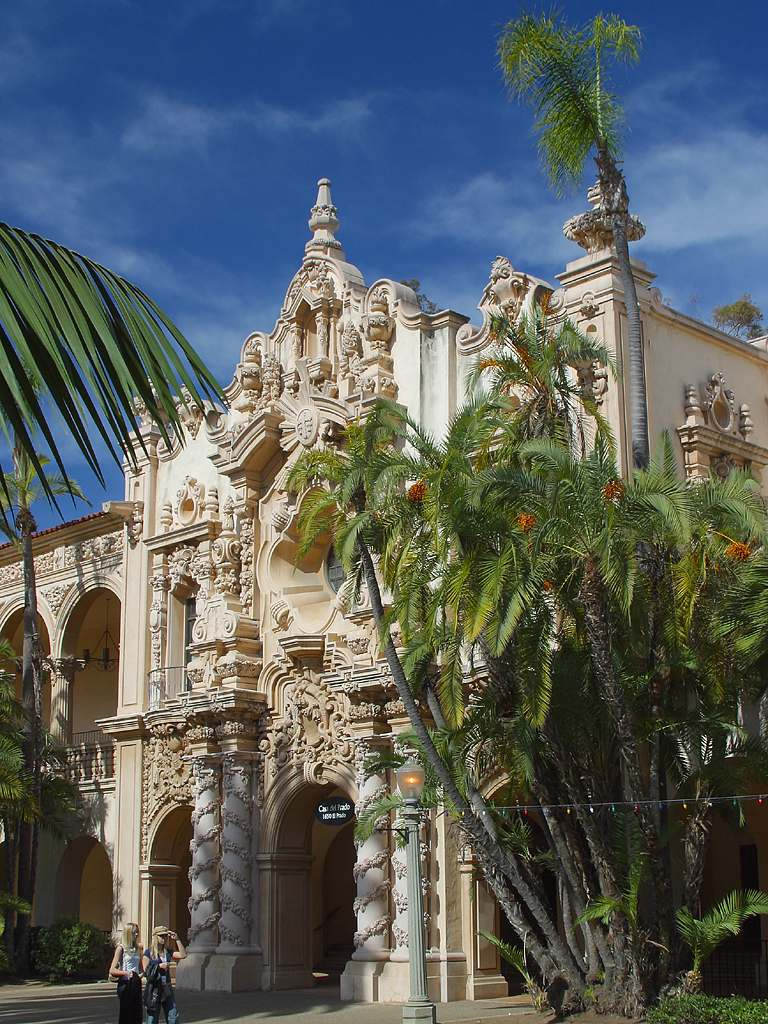
In der Nähe des Balboa Parks in San Diego verbrachte Márai seine letzten Jahre

Für Sándor Márai und Lola war ein wichtiger Grund für die Rückkehr in die Vereinigten Staaten, dass beide, nun im fortgeschrittenen Alter, der amerikanischen Gesundheitsversorgung größeres Vertrauen entgegenbrachten als der italienischen. Ein weiterer Grund war, dass sie in der Nähe ihres Adoptivsohnes János sein wollten, der mit seiner Familie nicht weit von San Diego in Carlsbad lebte und als Ingenieur bei einer Computerfirma arbeitete. Sie zogen in ein kleines Haus in der Nähe des Balboa Parks. In seinen Tagebüchern zog Márai die Bilanz seines Lebens: „Und wenn ich noch einmal so lange lebe? Werde ich dann mehr wissen? Glücklicher sein? Genaueres über Gott, die Menschen, die Natur und Übernatürliches vermuten? Ich glaube, nein; Erfahrungen verlangen Zeit, aber über ein bestimmtes Wissen hinaus vertieft die Zeit die Erfahrungen nicht. Ich werde einfach älter, nicht mehr und nicht weniger.“
Am 4. Januar 1986 erlag die mittlerweile erblindete Lola einem Krebsleiden. In seinen Tagebüchern schrieb Márai: „Habe ich sie geliebt? Ich weiß es nicht. Liebt man seine Beine, seine Gedanken? Nur hat eben nichts einen Sinn ohne die Beine oder die Gedanken. Auch ohne sie hat nichts einen Sinn. Ich weiß nicht, ob ich sie ‚geliebt‘ habe. Es war anders. Ich ‚liebe‘ auch meine Niere und meine Bauchspeicheldrüse nicht. Nur sind eben auch sie beide ich, wie auch L. ich war.“ Im November desselben Jahres starb sein jüngerer Bruder, der Regisseur Géza Radványi, in Ungarn. Wenige Monate später, am 23. April 1987, starb im Alter von 46 Jahren überraschend auch János.
In seiner Heimat erhielt Márai nun wieder mehr Aufmerksamkeit. Die Ungarische Akademie der Wissenschaften, aus der er 1949 ausgeschlossen worden war, und der Schriftstellerverband riefen ihn in einer Geste der Wiedergutmachung zurück. Ebenso bot man ihm großzügige Verträge für eine Wiederveröffentlichung seiner Werke in Ungarn an. Seine Antwort war stets, dass er einer Veröffentlichung nur zustimmen werde, „wenn die sowjetischen Truppen aus dem Land abgezogen sind und wenn das ungarische Volk in Anwesenheit glaubwürdiger ausländischer Beobachter in freien, demokratischen Wahlen entschieden hat, unter welchem politischen System es zu leben wünscht.“
Im November 1988 hielt Márai die bei Vörösváry in Toronto erschienene zweibändige Prachtausgabe seines Romanzykluses Die Garrens in der Hand. Hier hatte er Die jungen Rebellen, Die Eifersüchtigen und Die Beleidigten zusammengefügt und verflochten. Das Werk war sein literarisches Vermächtnis. In seinem vermutlich letzten Brief betraute er das Verlegerehepaar Vörösváry mit der Verwaltung seines literarischen Nachlasses.
Bereits vorher hatte Márai sich eine Pistole gekauft und Schießunterricht genommen. Am 15. Januar 1989 schrieb er seinen letzten Tagebucheintrag: „Ich warte auf den Stellungsbefehl, bin nicht ungeduldig, will aber auch nichts hinauszögern. Es ist Zeit.“
Márai erschoss sich am 22. Februar 1989. Seine Asche wurde ins Meer gestreut.

## Stimmen über Sándor Márai
„Márai schöpft nicht aus fremden Quellen, seine Arbeiten reflektieren vielmehr seine eigenen Jugendjahre in einer gut situierten Familie des Beamtenadels, reflektieren die Eindrücke eines materiell schlecht gestellten Zeitungsredakteurs im Ausland und sein eher kleinbürgerliches Leben im Ungarn der Zwischenkriegs- und Kriegszeit. Dazu bringt er seine Lehren aus dem Zusammenbruch der alten Welt und dem Aufstieg und Untergang totalitärer Regime ein, was bei ihm ohne große Geste und ohne sich zum Komplizen zu machen geschieht. Vor dem Hintergrund dieses Erfahrungsspektrums verschaffte sich Márai auch über ideologische Grenzen hinweg Respekt und vermittelt vielen den Eindruck, er habe das eigene Lebensgefühl erfasst. Manche Kritiker gehen sogar davon aus, dass er 1934 mit seinem großen Erfolg, mit ‚Bekenntnisse eines Bürgers‘, nicht nur das Lebensgefühl der Ungarn erfasst, sondern mitgestaltet hat.“

„Nicht als Flüchtling kommt er im Westen an, sondern als europäischer Schriftsteller, der, sagen wir es so, sein Recht auf Übernahme einer Mitschuld an all jenen Verbrechen anmeldet, die die Menschen des Geistes in Europa wider den Geist begangen haben. Ein merkwürdiger Mensch: Anstatt sein eigenes Schicksal als Opfer der kommunistischen Herrschaft zu beklagen, will er Buße tun und Zeugnis ablegen über den verhängnisvollen Zerfall des menschlichen Zustands. […]
 Der Márai, von dem ich hier spreche, ist nicht der Verfasser der Glut, sondern der Bekenntnisse eines Bürgers, von Land! Land …!, der seit 1943 geführten Tagebücher sowie von Essays wie Flugschrift zur Erziehung der Nation (1942), Abendländische Patrouille (1936) und Der Raub Europas (1947).“

In seinem Exil, das er nicht mit Emigration verwechselt haben wollte, blieb Ungarn stets sein geistiger Mittelpunkt, was durch die Distanz zu seinem neuen Umfeld verschärft wurde. Diese nationale Fixierung und Abschottung trug wesentlich dazu bei, dass er vom Rest der Welt erst ein gutes Jahrzehnt nach seinem Tode wahrgenommen wurde. Es war erst der Roman Die Glut, der um die Jahrtausendwende herum den Nichtmagyaren zeigte, dass dessen Autor nicht nur für Ungarn und eine bestimmte Epoche geschrieben hatte, sondern mit den Themen Freundschaft, Liebe, Schicksal, Lebenszweck und Sehnsucht zeitlose, essentielle Fragen stellte und darauf auch Antworten gab.

## Chronologie der Rehabilitierung Márais in der Heimat
- September 1989: Die Márai aus politischen Gründen aberkannte Mitgliedschaft bei der Ungarischen Akademie der Wissenschaften wird wieder aktiviert.
- November 1989: Symposion und Gedächtnisveranstaltung zu Ehren Márais in Budapest
- 1990: Gründung der Márai-Sándor-Stiftung in Bratislava
- März 1990: Posthume Verleihung des Kossuth-Preises, der höchsten Auszeichnung Ungarns
- Dezember 1990: Tagung unter dem Titel Die Stadt Márais – Die Welt Márais in Košice
- März 1991: Enthüllung einer Gedenktafel am Márai-Haus in Košice
- September 1994: Enthüllung einer Gedenktafel in der Mikóstraße des Christinenviertels in Budapest
- Dezember 1994: Stiftung des jährlich vergebenen Sándor-Márai-Literaturpreises in Budapest. Bisherige Preisträger waren unter anderem Péter Esterházy (2001), László Garaczi (2002) und György Ferdinandy (1997).
- September 1997: Überführung des Márai-Nachlasses nach Ungarn in das Petőfi-Literaturmuseum in Budapest
- 2000: Zum hundertsten Geburtstag Ausstellungen in Budapest und Košice; wissenschaftliches Symposion in Szombathely
- 2001: Wanderausstellung des Petőfi-Literaturmuseums in Stuttgart, Berlin und München
- 2019: Am 22. Januar eröffnet die erste dauerhafte Márai Ausstellung in Košice, in dem ehemaligen Haus der Grosschmids[12].

## Werke
- 1910–1930. Zwanzig Jahre Weltgeschichte in 700 Bildern. Zusammen mit Lásló Dormándi, Einleitung von Friedrich Sieburg. Transmare, Berlin 1931
- Egy polgár vallomásai. Budapest, 1934
  - Bekenntnisse eines Bürgers. Übersetzung Hans Skirecki. Herausgeber Siegfried Heinrichs. 2 Bände. Oberbaum, Berlin 1996 u. 2000
  - Bekenntnisse eines Bürgers. Erinnerungen. Piper, München/Zürich 2000, ISBN 3-492-23081-4
- ...doch blieb er ein Fremder. Originaltitel: Idegen Emberek. Aus dem Ungarischen übersetzt von Mirza von Schüching. Holle, Berlin 1935
- A négy évszak, kőltmények prózában. Budapest: Révai, 1938
- Die vier Jahreszeiten. Übersetzung und Anmerkungen Ernő Zeltner. Piper, München 2007, ISBN 978-3-492-27144-8
- Eszter hagyatéka. Budapest 1939
  - Deutsche Ausgabe: Das Vermächtnis der Eszter. Aus dem Ungarischen übersetzt von Christina Viragh. Piper, München 2000, ISBN 3-492-04198-1
- Achtung! Bissiger Hund. Der Roman von Tschutora und den Menschen. Aus dem Ungarischen übersetzt von Mirza von Schüching. Vorwerk, Berlin/Darmstadt 1940
- Das letzte Abenteuer. Schauspiel in 3 Akten. 
  - Für die deutsche Bühne bearbeit von Josef Paul Toth, 1941
  - Das letzte Abenteuer (Kaland). Deutsche Übersetzung von Sylvia Horvath beim Thomas Sessler Verlag in Wien[13]

Von 1943 bis 1955 erschienen die Werke unter dem Autorennamen Alexander Márai:
- Ein Herr aus Venedig. Roman. Originaltitel: Vendégjáték Bolzanóban. Aus dem Ungarischen übersetzt von Renée von Stipsicz-Gariboldi und Georg von Komerstädt. Toth, Hamburg 1943
  - 2. Auflage: Begegnung in Bolzano. Toth, Hamburg 1946
  - Neuausgabe: Die Gräfin von Parma. Piper, München 2002, ISBN 3-492-27050-6.
- Die große Nummer. Novelle. Aus dem Ungarischen übersetzt von Tibor von Podmaniczky, 1946
- Ilonka. Novelle. Aus dem Ungarischen übersetzt von Tibor von Podmaniczky, 1946
- Die Bürger von Kaschau. Für die deutsche Bühne bearbeitet von Paul Mundorf, 1947
- Der große Augenblick. Für die deutsche Bühne bearbeitet von Paul Mundorf, 1947
- Die Eifersüchtigen. Aus dem Ungarischen übersetzt von Artur Saternus, 1947
- Schule der Armen. Essay. Aus dem Ungarischen übersetzt von Tibor von Podmaniczky. Toth, Hamburg 1947
  - Neuausgabe: Schule der Armen. Ein Leitfaden für Menschen mit geringem Einkommen. Piper, München 2006, ISBN 978-3-492-04859-0
- Die Möwe. Aus dem Ungarischen übersetzt von Tibor von Podmaniczky. Toth, Hamburg 1948
  - Neuausgabe: Die Möwe. Aus dem Ungarischen übersetzt von Christina Kunze. Piper, München 2008, ISBN 978-3-492-05208-5
- Az igazi. Budapest: Révai, 1941 (dritter Teil und Nachwort 1947)
  - Wandlungen einer Ehe. Roman. Übersetzung Tibor von Podmaniczky. Toth, Hamburg 1949
  - Der Richtige. Übersetzung E. Burgenländer. Scholle, Wien 1948
  - Wandlungen einer Ehe. Übersetzung Christina Viragh. Piper, München 2003, ISBN 3-492-04485-9
- A gyertyák csonkig égnek. Budapest 1942
  - Die Kerzen brennen ab. Übersetzung Eugen Görcz. Neff, Wien/Berlin 1950
  - Die Glut. Übersetzung und Nachwort Christina Viragh. Piper, München 2001, ISBN 3-492-23313-9
- Die Nacht vor der Scheidung. Aus dem Ungarischen übersetzt von Margit Bán. Neff, Wien/Berlin 1951
  - Die Nacht vor der Scheidung. Übersetzung Christina Viragh. Piper, München 2004, ISBN 3-492-04287-2
- Béke Ithakában. London: Lincoln-Pranger, 1952
  - Verzauberung in Ithaka. Roman in drei Büchern. Erstes Buch Penelope. Zweites Buch Telemachos. Drittes Buch Telegonos. Übersetzung Tibor von Podmaniczky. Desch, München 1952
  - Die Frauen von Ithaka. Übersetzung Christina Kunze. München: Piper, 2013
- Die französische Jacht und andere Erzählungen. Aus dem Ungarischen übersetzt von Tibor von Podmaniczky und Ludwig Górcz. Reclam, Stuttgart 1953
- Musik in Florenz. Aus dem Ungarischen übersetzt von Artur Saternus. 1955
- Das Wunder des San Gennaro. Aus dem Ungarischen übersetzt von Tibor und Mona von Podmaniczky. Holle, Baden-Baden 1957
- Geist im Exil. Tagebücher 1945–1957. Aus dem Ungarischen übersetzt von Tibor und Mona von Podmaniczky. Broschek, Hamburg 1959
- Der Wind kommt vom Westen. Amerikanische Reisebilder. Aus dem Ungarischen übersetzt von Artur Saternus. Langen, München/Wien 1964
- Sindbad geht heim. Aus dem Ungarischen übersetzt von Markus Bieler und E. Zaitai. Nova, Hamburg 1978
- Land, Land! Erinnerungen. 2 Bände. Aus dem Ungarischen übersetzt von Hans Skirecki. Oberbaum, Berlin 2000
- Tagebücher 1. Auszüge, Fotos, Briefe, Dokumentationen. Aus dem Ungarischen übersetzt von Hans Skirecki. Oberbaum, Berlin 2000, ISBN 3-928254-94-4
- Tagebücher 2. 1984–1989. Übers.: Hans Skirecki, Oberbaum, Berlin 2000, ISBN 3-933314-18-6
- Tagebücher 3. 1976–1983. Übers.: Hans Skirecki, Oberbaum, Berlin 2001, ISBN 3-933314-19-4
- Tagebücher 4. 1968–1975. Übers.: Hans Skirecki, Oberbaum, Berlin 2001, ISBN 3-933314-20-8
- Tagebücher 5. 1958–1967. Übers.: Hans Skirecki, Oberbaum, Berlin 2001, ISBN 3-933314-21-6
- Tagebücher 6. 1945–1957. Übers.: Paul Kárpáti, Oberbaum, Berlin 2001, ISBN 3-933314-22-4
- Tagebücher 7. 1943–1944. Übers.: Christian Polzin, Oberbaum, Berlin 2001, ISBN 3-933314-42-9
- Himmel und Erde. Betrachtungen. Aus dem Ungarischen übersetzt, mit Anmerkungen und einem Nachwort versehen von Ernő Zeltner. Piper, München 2001, ISBN 3-492-04284-8
- Ein Hund mit Charakter. Aus dem Ungarischen übersetzt und mit einem Nachwort versehen von Ernö Zeltner. Piper, München 2001, ISBN 3-492-27028-X
- Die jungen Rebellen. Aus dem Ungarischen übersetzt von Ernő Zeltner, Piper, München 2001, ISBN 3-492-23898-X
- Die Fremde. Aus dem Ungarischen übersetzt von Heinrich Eisterer. Piper, München 2005, ISBN 978-3-492-04775-3
- Literat und Europäer. Tagebücher 1. (1943–1944; ungekürzte Tagebücher aus dem Nachlass, Original: A teljes napló 1943–1944. Helikon, Budapest 2006) Übers.: Akos Doma, Piper, München 2009, ISBN 978-3-492-05190-3
- Unzeitgemäße Gedanken. Tagebücher 2. (1945; ungekürzte Tagebücher aus dem Nachlass, Original: A teljes napló 1945. Helikon, Budapest 2006) Übers.: Clemens Prinz, Piper, München 2009, ISBN 978-3-492-05199-6
- Befreiung. Aus dem Ungarischen übersetzt von Christina Kunze. Piper, München 2010, ISBN 978-3-492-05372-3
- Die Schwester. Aus dem Ungarischen übersetzt von Christina Kunze. Piper, München 2011, ISBN 978-3-492-05463-8

## Briefe
- Sándor Márai/ Tibor Simányi: Lieber Tibor. Briefwechsel. (Briefsammlung 1969–1989) Herausgegeben und aus dem Ungarischen übersetzt von Tibor Simányi, Piper, München/ Zürich 2002, ISBN 3-492-04377-1

## Filme
- Sándor Márai. Ein Porträt des ungarischen Autoren, der eine erstaunliche Renaissance erfährt. Reportage, 2006, Autor: Michael Kluth, Produktion: MDR, Redaktion: Kulturreport, Ausstrahlung: 19. Februar 2006[14]